# Trilogia S.U.A.
Trilogia U.S.A., conform originalului, U.S.A. Trilogy, este considerată a fi opera principală a scriitorului american John Dos Passos, constând din romanele Paralela 42 (în original, The 42nd Parallel), apărut în 1930, 1919, cunoscut în Statele Unite ca Nineteen Nineteen, apărut în 1932, și Marile averi (în original, The Big Money), apărut în 1936.
Cele trei romane ale trilogiei au fost publicate pentru prima dată într-un singur volum în 1938, căruia Dos Passos i-a adăugat un prolog intitulat "U.S.A.". Trilogia este scrisă pe baza unei tehnici experimentale, înglobând patru tehnici narative diferite. Ele sunt, în ordinea folosirii, un tip de narațiune de ficțiune folosită pentru a relata viața celor douăsprezece caractere ficționale; colaje reale din diferite ziare ale timpului precum și texte de melodii numite Newsreel; scurte biografii ale personalităților timpului, așa cum au fost Woodrow Wilson și Henry Ford; și fragmente ale unei autobiografii privită din punctul de vedere al fluxului conştiinţei, numit Camera Eye. 
Scopul major al trilogiei este de a acoperi dezvoltarea istorică a societății americane în primele trei decade ale secolului 20.

## Cele patru moduri narative
- În părțile narative de ficțiune Trilogia U.S.A. relatează viața a douăsprezece personaje care se luptă să-și găsească locul în societate în prima perioadă a secolului al XX-lea. Fiecare personaj este prezentat cititorului încă din copilărie în stilul indirect liber. În timp ce viața lor este separată, personajele uneori se întâlnesc. Unele personaje minore, ale căror punct de vedere nu este niciodată prezentat apar în fundal, formând punți între personaje.